# Krybefyr
Krybefyr eller sibirisk dværgfyr (Pinus pumila) er et buskagtigt nåletræ med en nedliggende til opstigende vækst. Planten bliver dyrket i haverne på grund af sin hårdførhed, den langsomme vækst og den blågrønne farve. Planten bruges også i bonsaikultur. Navnet skrives også Krybe-Fyr.

## Beskrivelse
Krybefyr er et buskagtigt nåletræ. Grenene kryber ofte langs jorden og sender opadbøjede sidegrene til vejrs. Knopperne er slanke, cylinderformede og skælklædte.
Nålene sidder i bundter med fem, de sidder tæt sammen, og de er 4-6 cm lange. De enkelte nåle er blågrønne på begge sider og skrueagtigt vredne. Koglerne er først ægformede og blågrønne med harpiksklædte spidser. Ved modenhed bliver de lysebrune og tørre. De er da 2,5-4,5 cm lange og indeholder store nøddeagtige, vingeløse frø.
Rodsystemet består af kraftige, højtliggende rødder.
Højde x bredde og årlig tilvækst: 3,00 x 6,00 m (3 x 7 cm/år).

## Hjemsted
Krybefyr hører naturligt hjemme i det nordøstlige Asien, dvs. Sibirien, Mongoliet, Nordkina, Korea, Kamtjatka, Sakhalin og herunder på øerne Hokkaido og Honshu i Japan.
I det nordlige Korea og på bjerge i Sydkorea (Coraksan, Chirisan og Hallasan – alle mellem 1.000 og 1.500 m) har denne art næsten samme placering i biotopen, som bjergfyr har på bjergene i Europa. Den vokser i lyse blandingsskove og krat sammen med bl.a. blåbærpil, japansk taks, jessogran, kamtjatkabirk, kejsereg, kinesisk ene, korealærk, koreathuja, koreansk ædelgran, mongolsk eg, mosebølle, ribbet birk og Syringa dilatata (en art af syren) Krybefyr forekommer som haveplante i Danmark.